# メカマミー
メカマミーは、ユニオンプロレス所属の機械化された(=メカ)ミイラ男(=マミー)というギミックのプロレスラー。公式プロフィールによれば「マミー研究所」出身で国籍不明とのことだが、ミイラ男だけにエジプト出身であるとの説もある。

## 概要
マミー研究所においてメカに改造されたミイラという設定。音声による会話を行うことはできないが、胸にUSBポートを持ち、USBポートをパソコンと接続することで、パソコンに打ち込まれた言葉を認識したりディスプレイに文字を表示して返答したりすることができることになっている。また、メカであるが故に水に弱く、その弱点をつかれて敗北したことがある。
試合中は不気味なBGMが会場に流れ続ける。

## 主な装備
メカマミーは、様々なオプション武器を装備することができる。武器は体の一部ないし装飾品としてみなされ凶器扱いにならない。
- メカフィスト（ロケットパンチ）
- メカドリル
- ジェットスクランダー
- ファイナルウェポン
- メカボイン
- ハンマー（正式名称不明）
- アイスラッガー

## 経歴
- 2005年11月に佐野直戦でデビュー。
- 2006年6月、鈴木みのるとの異次元対決では、鈴木の水掛け攻撃とスリーパーによる、「機能停止」により敗戦。
- 2006年12月、プロレス大賞話題賞を受賞。
- 2006年に放送された天才てれびくんMAXの「新・ユゲデール物語」というドラマコーナーに出演。
- 2007年5月30日のユニオンプロレス興行で326と「敗者髪切りデスマッチ」で対決するが、敗北し髪を切られる。だが、失った髪の代わりにアイスラッガーを追加装備して、結果的にはパワーアップした。
- 2007年8月30日の「第4回ふく面ワールドリーグ戦」でエル・サムライと対戦。すぐに猛攻撃をされるが偽物で、本物のメカマミーは獣神サンダー・ライガーのような姿になって登場。メカ掌底や垂直落下式ブレーンバスターなどで攻撃するが敗れた。
- 666興行で、ラム会長の歌で『メカマミーの、中身は三四郎～　でも、そんなの関係ねぇ!』と暴露された。
- 鈴木みのる20周年興行ではライガーと4人タッグで対戦したが、不発に終わったメカ掌底をライガー本人に奪われてしまうという場面があった。
- 2010年よりDDTの公式Twitterを担当しているが、こちらは高木三四郎とは関係ない模様。

## タイトル
DDTプロレスリング
- アイアンマンヘビーメタル級王座
- KO-D10人タッグ王座
  - 第9代（パートナーは高梨将弘、アントーニオ本多、植木嵩行、正田壮史）